# Rệp sáp
Rệp sáp (Danh pháp khoa học: Planococcus citri) là một loài rệp trong họ Pseudococcidae, chúng ký sinh trên các loài cây ăn trái có múi cũng như các loại cây công nghiệp khác gây thiệt hại cho nông nghiệp.

## Đặc điểm
Tên thông thường của nó là Citrus mealybug (rệp sáp cam quýt, tiêu biểu trên cây bưởi). Tuy nhiên, cây ký chủ của nó không chỉ có các cây thuộc họ cam quýt mà còn gây hại chủ yếu trên các cây công nghiệp như cà phê (cà phê chè và cà phê vối, có thể làn chết cây non), ca cao, hồ tiêu, dừa, khóm và các cây khác như nho, chuối, xoài, gừng, tất cả loài hoa, rau.... Nó được phát hiện trên 70 họ cây trồng khác nhau. Rệp sáp Planococcus citri là một trong những loài rệp phổ biến nhất. Phân bố rộng khắp nơi trên thế giới, các vùng nhiệt đới và cận nhiệt đới. Chúng hiện diện khắp các nước trồng cà phê.
Chúng sinh sống gây hại ở chùm quả, mặt dưới lá, nách lá, cành tiêu và ngay cả ở dưới rễ. Chích hút nhựa làm chùm quả héo rụng non và tạo điều kiện, môi trường cho nấm muội phát triển làm đen vỏ quả, mặt lá, ảnh hưởng đến quang hợp. Rệp sáp có loài kiến cộng sinh bằng cách kiến đen tha rệp từ nơi này sang nơi khác, từ cây này sang cây khác mỗi khi chỗ rệp đang chích hút đã cạn kiệt nhựa. Ngược lại, trong chất bài tiết của rệp có chứa nhiều chất đường mật làm thức ăn cho kiến.
Rệp sáp gây hại vùng rễ và tất cả các bộ phận của cây chủ yếu là tán lá và trái. Khi rệp sáp tấn công vùng rễ, làm cho lá cây bị hại héo vàng úa có thể nhầm với triệu chứng bị khô hạn. Rễ đôi khi bị khảm một lớp mô nấm màu trắng xanh và bị còi cọc. Rệp sáp Planococcus citri có khả năng di chuyển hoạt động tích cực trong suốt đời sống của chúng. Con đực sống khoảng 27 ngày (từ khi nở cho đến khi trưởng thành và chết), còn đối với con cái sống khoảng 115 ngày. Vòng đời (từ trứng cho đến khi đẻ trứng) biến thiên từ 20 đến 44 ngày. 